# 판타지

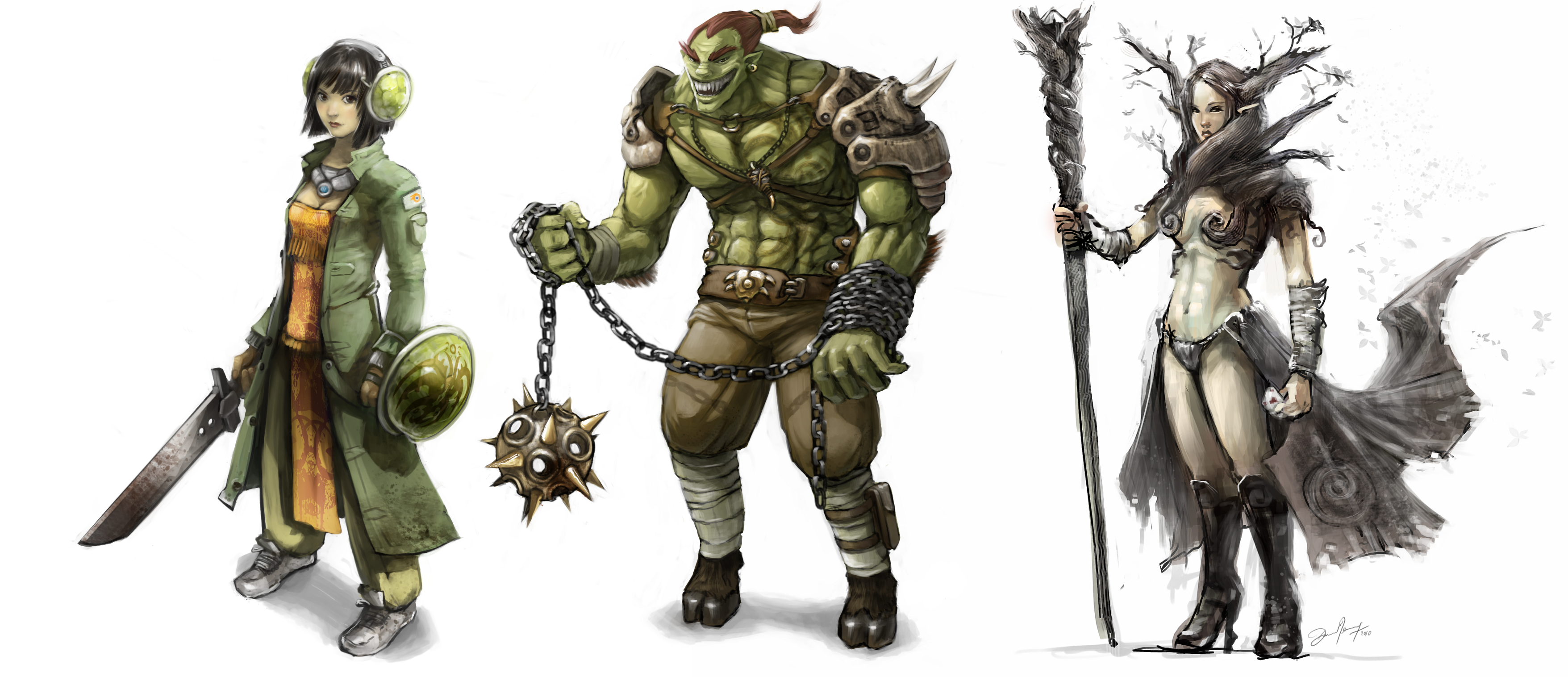

판타지(fantasy)란 공상 혹은 상상, 상상의 산물을 뜻하는 단어이다.
판타지는 마법과 관련된 내용이 포함되어 있다.
주인공이 모험을 떠나는 내용도 있다.

## 분류

### 테마별 분류 (서브장르)
판타지는 특성상 다른 장르 혹은 배경설정과 결합하기 용이하여 굉장히 많은 서브장르를 만들어낸다.
- 뱅스 판타지: 사후세계를 배경으로 역사적 인물들과 상호작용하는 장르. 이런 작품을 많이 쓴 존 켄드릭 뱅스의 이름을 따서 명명되었다.
- 코믹 판타지: 작품의 톤이 해학적인 것.
- 현대 판타지: 현대세계를 배경으로 하는 것.
- 다크 판타지: 호러물 요소와 결합한 것.
- 우화: 비인간이 의인화된 인물들이 등장해서 “교훈”을 제공하는 것
- 메르헨 그 자체, 또한 메르헨 테마를 강화한 메르헨 판타지
- 환상시: 시문학의 형태를 가진 것.
- 환상문학(판타스틱): 현실적인 이야기에 초자연적 요소들이 틈입하는 이야기. 에드거 앨런 포나 프란츠 카프카, 에른스트 호프만의 작품을 말한다.
- 가스램프 판타지: 빅토리아 시대 및 에드워드 시대 또는 그 요소를 차용한 세계를 배경으로 하는 것. 고딕물 요소와 결합한 것이다.
- 신마소설: 중국 신화의 신과 괴물들이 등장하는 것.
- 그림다크: 폭력적이거나 디스토피아적인 분위기.
- 하드 판타지: 마법 등의 초자연적 요소를 세계관 내부적으로 정합성 있게 설정하는 것. 하드 SF에서 파생된 이름이다.
- 영웅 판타지: 미지의 땅을 모험하는 영웅담의 형태를 가지는 것.
- 하이 판타지: 현실과 무관한 가공의 세계관을 만들어내고 특히 그 세계관의 스케일이 장대한 것.
- 역사 판타지: 판타지 요소와 결합한 역사물.
- 이세계물: 우리 세계의 사람이 다른 세상으로 전이해서 활약하는 이야기. 주로 일본에서 유행한다.
- 아동 판타지: 판타지 요소가 있는 아동문학.
- LitRPG: RPG 게임의 진행요소를 차용한 것.
- 로우 판타지: 하이 판타지와 대조적인 개념.
- 마술적 사실주의: 판타지 요소를 차용한 순문학.
- 패러노멀 로맨스: 초자연적 존재와의 연애를 다루는 것.
- 로맨틱 판타지: 연애 요소에 집중하는 것.
- 사이언스 판타지: SF 요소와 결합한 것.
- 스팀펑크: SF 장르이지만 가스램프 판타지와 겹치는 범위가 크다.
- 검마 판타지: 칼 들고 마법 부리는 영웅의 모험담. 하이 판타지보다 스케일이 작다.
- 어번 판타지: 도시를 배경으로 하는 것.
- 위어드 픽션: “판타지물”, “호러물”이라는 표현이 널리 쓰이기도 전에 등장한 장르. 하워드 필립스 러브크래프트가 이 장르를 대표하는 작가다. 현대에는 슬립스트림 판타지로 계승되었다.
- 선협물: 중국 전통의 도교적 세계관을 배경으로 하는 무예소설. 무협과 비슷하지만 환상적 요소가 더욱 강하다.

### 서사기능적 분류
파라 멘들레손은 2008년 책 Rhetorics of Fantasy에서 판타지를 “환상이 서사에 진입하는 수단”을 통해 다음과 같이 분류하는 분류법을 제안했다.
포털 판타지(Portal fantasy)
환상적 요소들이 존재하는 판타지 세계가 따로 있고, 주인공이 그 세계에 진입함으로써 서사가 성립하는 유형. 『오즈의 마법사』, 『사자, 마녀, 그리고 옷장』 등이 대표적인 유서 깊은 유형이다.
몰입형 판타지(Immersive fantasy)
작중의 세계는 하나의 완전한 세계이고, 그 세계 안에서는 환상적 요소들이 자연스러운 것으로서 의문시되지 않는 유형. 독자는 이 세계에 이미 익숙한 주인공과 인물들의 시각을 통해 작중 세계에 관한 정보를 얻게 된다. “경이의 감각을 의식적으로 부정하는” 서사기법이며, SF와 친연성이 높다. 멘들레손에 따르면 “충분히 몰입되는 몰입형 판타지는 SF와 구분될 수 없다.” 차이나 미에빌의 『퍼디도 스트리트 정거장』 등을 대표작으로 거론했다.
틈입형 판타지(Intrusion fantasy)
환상적 요소가 현실을 침범해오고, 이에 대한 주인공의 대응이 서사를 이끌어나가는 유형. 많은 경우 우리가 사는 현실세계를 배경으로 삼는 로우 판타지이고, 리얼리즘적이다. 틈입형 판타지는 설명과 묘사에 굉장히 의존적이다. 고전적인 사례로 『드라큘라』, 『메리 포핀스』 등이 있다. 프랑스어권에서는 이 유형을 판타지가 아닌 판타스틱이라고 부르며 아예 별개의 장르로 취급한다.
리미널 판타지(Liminal fantasy)
환상적 존재가 현실세계에 나타나는데, 그것이 이상하게 여겨지지 않거나 이상하게 여기는 지점이 상식과 다른 유형. 이로써 독자에게 소격효과를 발생시킨다. 조앤 에이컨의 아미티지 가족 시리즈가 여기에 속한다. 아미티지 가족은 유니콘이 나타나자 유니콘의 존재 자체가 아니라 유니콘이 월요일이 아닌 화요일에 나타났다고 놀란다.

## 같이 보기
- 판타지 소설
- 환상곡
- 환상
- 무협
- 무협 소설
- 게임 소설
- 마법
- 신화
- 상상
- 드래곤
- 판타지 스포츠
- 특촬물
- 과학 판타지
- SF
- 도시 판타지